# Wahl zum Abgeordnetenhaus von Berlin 1979
- SPD: 61
- FDP: 11
- CDU: 63

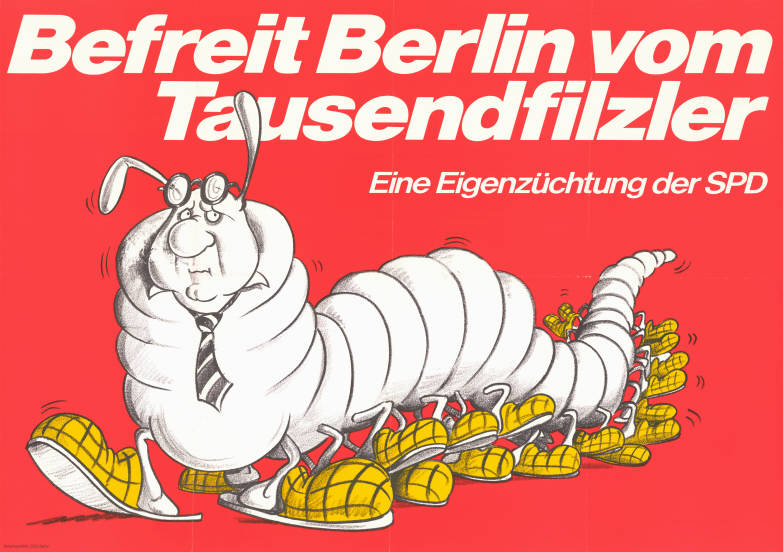
Plakat der Opposition, den „Berliner Filz“ thematisierend

Die Wahl zum Abgeordnetenhaus von Berlin vom 18. März 1979 brachte in Berlin keine großen Veränderungen.
Die SPD, die erstmals unter dem neuen Regierenden Bürgermeister Dietrich Stobbe antrat, konnte mit 42,7 % (+0,1 Prozentpunkte) ihre Position behaupten. Dietrich Stobbe hatte am 2. April 1977 die Nachfolge des infolge mehrerer Bauskandale zurückgetretenen Klaus Schütz übernommen. Wegen dieses Skandals und auch vor dem Hintergrund dessen, dass die SPD in Berlin seit über 30 Jahren annähernd ununterbrochen die Regierung gestellt hatte, galt es vor der Wahl als unsicher, ob die SPD sich noch einmal würde behaupten können.
Die CDU unter ihrem neuen Spitzenkandidaten Richard von Weizsäcker erhielt 44,4 % der Stimmen (+0,5 Prozentpunkte) und die FDP 8,1 % der Stimmen (+1,0 Prozentpunkte).
Hiernach wurde die sozialliberale Koalition unter Dietrich Stobbe fortgesetzt.

## Vorgeschichte

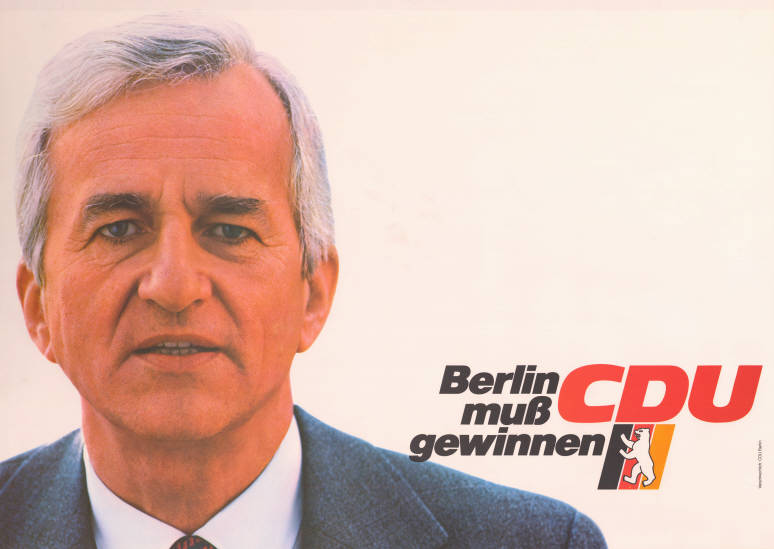
CDU-Wahlplakat

Die vorangegangene Wahl 1975 hatte ganz unter dem Eindruck des linksextremistischen Terrors gestanden, der in der Entführung des damaligen CDU-Spitzenkandidaten Peter Lorenz kurz vor dem Wahltermin gipfelte. Die regierende SPD erlitt starke Stimmenverluste, konnte aber mit der FDP eine sozialliberale Stadtregierung unter dem Regierenden Bürgermeister Klaus Schütz bilden. Der kurz vor der Wahl 1975 gegründete konservative Bund Freies Deutschland (BFD) errang einen Achtungserfolg, scheiterte aber an der Fünf-Prozent-Hürde. Nach der Wahl kandidierte der BFD bei keiner weiteren Wahl mehr. Ein Teil seiner Mitglieder wechselte zur CDU, andere blieben bei der Rest-Partei und unterstützten bei der Wahl 1979 in mehreren großformatigen Zeitungsanzeigen den CDU-Spitzenkandidaten Richard von Weizsäcker. Eine weitreichende Folge der Wahl 1975 war die Herausbildung der „Alternativen Liste — Für Demokratie und Umweltschutz“ (AL). Bei einem Treffen zahlreicher Bürgerinitiativen und alternativer Gruppen am 27. Juni 1978 wurde über eine Wahlbeteiligung nach dem Beispiel der Hamburger Bunten Liste beraten. Bei diesem Treffen überwog jedoch die Skepsis gegenüber einer Parteigründung. Letztlich kam es dann doch am 5. Oktober und am 3. November 1978 zur Konstitution der AL als Zusammenschluss von zahlreichen Bürgerinitiativen, Anhängern der ehemaligen Außerparlamentarischen Opposition, Mitgliedern verschiedener linker politischer Gruppen und Aktivisten kommunistischer Gruppierungen. Die AL kandidierte bei der Wahl zum Abgeordnetenhaus in 47 von 75 Wahlkreisen und bei der Wahl der Bezirksverordnetenversammlungen in 11 der 12 Berliner Bezirke.
Anders als bei der Wahl 1975 wurde die Stimmungslage als relativ entspannt und nicht so polarisiert empfunden. Die SPD führte seit Sommer 1978 ihren Wahlkampf mit der Parole „Berlin stimmt wieder“, mit dem Ziel, den ihr gemachten Vorwurf der Verfilzung und Bürokratie zu entkräften. Die CDU wechselte ihren Spitzenkandidaten. Peter Lorenz wurde 1978 von Richard von Weizsäcker abgelöst. Von Weizsäcker gelang es relativ schnell, die CDU-Wählerschaft zu mobilisieren, allerdings ohne dass die Partei wesentliche programmatische Kursänderungen vornahm. CDU-Themen waren vor allem die Bildungspolitik und die angespannte Wohnungssituation. Erklärtes Ziel der FDP unter Führung von Wolfgang Lüder war die Fortsetzung der sozialliberalen Koalition in Berlin. Sie konzentrierte sich im Wahlkampf auf Themen des innerstädtischen Verkehrs und der Wahrung des Rechtsstaats.

## Wahlergebnis
| Wahl vom 18. März 1979 | Wahl vom 18. März 1979 | Wahl vom 18. März 1979 | Wahl vom 18. März 1979 |
| ---------------------- | ---------------------- | ---------------------- | ---------------------- |
| Wahlberechtigte        | 1.533.728              |                        |                        |
| Wahlbeteiligung        | 1.310.553              | 85,4 %                 |                        |
| CDU                    | 570.174                | 44,4 %                 | 63 Mand.               |
| SPD                    | 548.060                | 42,7 %                 | 61 Mand.               |
| FDP                    | 103.609                | 8,1 %                  | 11 Mand.               |
| AL                     | 47.642                 | 3,7 %                  | — Mand.                |
| SEW                    | 13.744                 | 1,1 %                  | — Mand.                |
| KBW                    | 1.367                  | 0,1 %                  | — Mand.                |
| Summen                 |                        | 100,0 %                | 135 Mand.              |